# Sarcoglottis micrantha
Sarcoglottis micrantha är en orkidéart som beskrevs av Eric Alston Christenson. Sarcoglottis micrantha ingår i släktet Sarcoglottis och familjen orkidéer.
Artens utbredningsområde är Peru. Inga underarter finns listade i Catalogue of Life.